# Зангі
За́нгі — гірська вершина у східній частині Великого Кавказу. Знаходиться на півночі Азербайджану.